# Чарлз Джетроу
Чарльз Джетроу (англ. Charles Henry Jewtraw; 5 травня 1900, Лейк-Плесід, Нью-Йорк — 26 грудня 1996, Палм-Біч, Флорида) — американський ковзаняр, олімпійський чемпіон.

## Біографія
Джетроу ріс у бідній, багатодітній родині. Його батько взимку займався ковзанярський спорт, а влітку займався продажем льоду, який в той час застосовувався замість холодильників. Чарльз Джетроу допомагав батькові тягати шматки льоду.
Чарльз Джетроу був відомим спринтером в США. У 1921 і 1923 роках він був чемпіоном США. Джетроу був володарем світових рекордів у бігу на 100 (9,4 секунди) і 220 ярдів на ковзанах.
Бізнесмен Джек Меббіт спонсорував підготовку Джетроу до олімпійських ігор.
25 січня 1924 Чарльз Джетроу переміг на дистанції 500 метрів на перших зимових Олімпійських іграх у французькому Шамоні. Джетроу став першим олімпійським чемпіоном в ковзанярському спорті і одночасно першим чемпіоном зимових Олімпійських ігор, так як саме на дистанції 500 метрів розігрувалася перша нагорода.
Олімпійські ігри в Шамоні були єдиними міжнародними змаганнями в яких брав участь Джетроу.
Після олімпіади Джетроу закінчив кар'єру ковзаняра, переїхав в Нью-Йорк і став представником фірми з продажу спортивних товарів.

## Кращі результати
Кращі результати Джетроу на окремих дистанціях:
- 500 метрів — 44,00 (25 січня 1924 року, Шамоні)
- 1.500 метрів — 2: 31,60 (25 січня 1924 року, Шамоні)
- 5.000 метрів — 9: 27,00 (25 січня 1924 року, Шамоні)